# ثلاثي بروميد البورون
ثلاثي بروميد البورون هو مركب كيميائي له الصيغة BBr3، ويكون على شكل سائل عديم اللون، له رائحة واخزة.

## التحضير
يحضر ثلاثي بروميد البورون من تفاعل كربيد البورون مع غاز البروم عند درجات حرارة أعلى من 300 °س.
{\displaystyle \mathrm {B_{4}C\ +\ 6\ Br_{2}\ \rightarrow \ 4\ BBr_{3}\ +\ C} }
ينقّى المركب الناتج بإجراء عملية تقطير بالتفريغ.
يمكن أن يحضر المركب بطريقة أخرى وذلك بتفاعل ثلاثي فلوريد البورون مع بروميد الألومنيوم:
{\displaystyle \mathrm {BF_{3}\ +\ AlBr_{3}\ \rightleftharpoons \ BBr_{3}\ +\ AlF_{3}} }

## الخواص
إن ثلاثي بروميد البورون عبارة عن سائل سام عديم اللون، يتفكك بعنف عند التفاعل مع الماء أو الكحولات.
{\displaystyle \mathrm {BBr_{3}\ +\ 3\ H_{2}O\ \rightleftharpoons \ B(OH)_{3}\ +\ 3\ HBr} }
يعد المركب من أحماض لويس القوية.

## الاستخدامات
يعد المركب من الكواشف الكيميائية الجيدة من أجل نزع مجموعة الألكيل بشكل عام، والميثيل بشكل خاص، وذلك من أجل فصم الإيثرات، ومن ثم إجراء عملية تحلّق (تشكيل حلقة) لاحقة، وهذه العملية تستخدم في الصناعات الدوائية.
{\displaystyle \mathrm {ROR\ +\ BBr_{3}\ \longrightarrow \ ROBBr_{2}\ +\ RBr} }
تكون آلية نزع الألكيل أو الأريل على مرحلتين،  بحيث أنه في النهاية ينتج مركب بوران عضوي مستبدل بمجموعتي بروميد ROBBr2، والذي يخضع لتفاعل حلمهة لاحق ليعطي الكحول الموافق، بالإضافة إلى حمض البوريك وبروميد الهيدروجين كنواتج للتفاعل.
{\displaystyle \mathrm {ROBBr_{2}\ +\ 3\ H_{2}O\ \longrightarrow \ ROH\ +\ B(OH)_{3}\ +\ 2\ HBr} }
يستخدم المركب أيضاً نتيجة كونه أحد أحماض لويس كحفّاز في بلمرة الأوليفينات وفي تفاعل فريدل-كرافتس.